# Ronde van de Limousin 2013
De 46e editie van de wielerwedstrijd Ronde van de Limousin (Frans: Tour du Limousin 2013) werd gehouden van 20 augustus tot en met 23 augustus 2013 in Limousin, Frankrijk. De meerdaagse wielerkoers maakte deel uit van de UCI Europe Tour 2013. Titelverdediger was de Japanner Yukiya Arashiro. De Zwitser Martin Elmiger won deze editie.

## Deelnemende ploegen
UCI World Tour
- AG2R-La Mondiale
- Euskaltel-Euskadi
- FDJ.fr
- Team Movistar
- Vacansoleil-DCM

Professioneel continentaal
- Accent-Wanty
- Androni Giocattoli
- Bardiani Valvole-CSF Inox
- Bretagne-Séché Environnement
- CCC Polsat Polkowice
- Cofidis
- Crelan-Euphony
- IAM Cycling
- Sojasun
- Team Europcar
- Vini Fantini-Selle Italia

Continentaal
- Auber 93
- Vélo-Club La Pomme Marseille
- Roubaix Lille Métropole

## Etappe-overzicht
| etappe | datum       | start        | finish       | afstand  | winnaar            | klassementsleider |
| ------ | ----------- | ------------ | ------------ | -------- | ------------------ | ----------------- |
| 1e     | 20 augustus | Limoges      | Rochechouart | 168 km   | Martin Elmiger     | Martin Elmiger    |
| 2e     | 21 augustus | Rochechouart | Ambazac      | 185,7 km | Andrea Pasqualon   | Martin Elmiger    |
| 3e     | 22 augustus | Ussac        | Chamboulive  | 182,9 km | Matthieu Ladagnous | Martin Elmiger    |
| 4e     | 23 augustus | Bourganeuf   | Limoges      | 178,8 km | Stéphane Rossetto  | Martin Elmiger    |

## Etappe-uitslagen

### 1e etappe
| Limoges – Rochechouart (168 km) |                    |                           |          |
| Plaats                          | Naam               | Ploeg                     | Tijd     |
| Winnaar                         | Martin Elmiger     | IAM Cycling               | 3u56'32" |
| 2                               | Yukiya Arashiro    | Team Europcar             | +2"      |
| 3                               | Andrea Di Corrado  | Bardiani Valvole-CSF Inox | +12"     |
|                                 |                    |                           |          |
| 13                              | Reinier Honig      | Crelan-Euphony            | +1'03"   |
| 20                              | Christophe Prémont | Crelan-Euphony            | +1'10"   |

| Algemeen klassement |                    |                           |          |
| Plaats              | Naam               | Ploeg                     | Tijd     |
| Gele trui           | Martin Elmiger     | IAM Cycling               | 3u56'22" |
| 2                   | Yukiya Arashiro    | Team Europcar             | +4"      |
| 3                   | Andrea Di Corrado  | Bardiani Valvole-CSF Inox | +18"     |
|                     |                    |                           |          |
| 12                  | Pim Ligthart       | Vacansoleil-DCM           | +1'10"   |
| 22                  | Christophe Prémont | Crelan-Euphony            | +1'20"   |

### 2e etappe
| Rochechouart – Ambazac (185,7 km) |                    |                           |          |
| Plaats                            | Naam               | Ploeg                     | Tijd     |
| Winnaar                           | Andrea Pasqualon   | Bardiani Valvole-CSF Inox | 5u03'40" |
| 2                                 | Enrique Sanz       | Team Movistar             | z.t.     |
| 3                                 | Julien Simon       | Sojasun                   | z.t.     |
|                                   |                    |                           |          |
| 8                                 | Maurits Lammertink | Vacansoleil-DCM           | z.t.     |
| 16                                | Kevyn Ista         | IAM Cycling               | z.t.     |

| Algemeen klassement |                    |                           |          |
| Plaats              | Naam               | Ploeg                     | Tijd     |
| Gele trui           | Martin Elmiger     | IAM Cycling               | 9u00'00" |
| 2                   | Yukiya Arashiro    | Team Europcar             | +4"      |
| 3                   | Andrea Di Corrado  | Bardiani Valvole-CSF Inox | +18"     |
|                     |                    |                           |          |
| 13                  | Pim Ligthart       | Vacansoleil-DCM           | +1'08"   |
| 27                  | Christophe Prémont | Crelan-Euphony            | +1'20"   |

### 3e etappe
| Ussac – Chamboulive (182,9 km) |                     |                    |          |
| Plaats                         | Naam                | Ploeg              | Tijd     |
| Winnaar                        | Matthieu Ladagnous  | FDJ.fr             | 4u44'45" |
| 2                              | Julien Simon        | Sojasun            | z.t.     |
| 3                              | Antonino Parrinello | Androni Giocattoli | z.t.     |
|                                |                     |                    |          |
| 4                              | Maurits Lammertink  | Vacansoleil-DCM    | z.t.     |
| 15                             | Thomas Degand       | Accent-Wanty       | z.t.     |

| Algemeen klassement |                   |                           |           |
| Plaats              | Naam              | Ploeg                     | Tijd      |
| Gele trui           | Martin Elmiger    | IAM Cycling               | 13u44'47" |
| 2                   | Yukiya Arashiro   | Team Europcar             | +3"       |
| 3                   | Andrea Di Corrado | Bardiani Valvole-CSF Inox | +18"      |
|                     |                   |                           |           |
| 14                  | Pim Ligthart      | Vacansoleil-DCM           | +1'08"    |
| 27                  | Thomas Degand     | Accent-Wanty              | +1'20"    |

### 4e etappe
| Bourganeuf – Limoges (178,8 km) |                    |                 |          |
| Plaats                          | Naam               | Ploeg           | Tijd     |
| Winnaar                         | Stéphane Rossetto  | Auber 93        | 4u21'47" |
| 2                               | Guillaume Levarlet | Cofidis         | +4"      |
| 3                               | Ángel Madrazo      | Team Movistar   | +4"      |
|                                 |                    |                 |          |
| 9                               | Pim Ligthart       | Vacansoleil-DCM | +19"     |
| 17                              | Thomas Degand      | Accent-Wanty    | +19"     |

## Eindklassementen
| Plaats    | Naam                | Ploeg                        | Tijd      |
| --------- | ------------------- | ---------------------------- | --------- |
| Gele trui | Martin Elmiger      | IAM Cycling                  | 18u06'53" |
| 2         | Yukiya Arashiro     | Team Europcar                | +3"       |
| 3         | Andrea Di Corrado   | Bardiani Valvole-CSF Inox    | +18"      |
| 4         | Sergej Lagoetin     | Vacansoleil-DCM              | +25"      |
| 5         | Yannick Martinez    | Vélo-Club La Pomme Marseille | +28"      |
| 6         | Guillaume Bonnafond | AG2R-La Mondiale             | +31"      |
| 7         | Pierrick Fédrigo    | FDJ.fr                       | +31"      |
| 8         | Arnaud Gérard       | Bretagne-Séché Environnement | +38"      |
| 9         | Anthony Delaplace   | Sojasun                      | +40"      |
| 10        | Romain Lemarchand   | Cofidis                      | +43"      |
|           |                     |                              |           |
| 16        | Pim Ligthart        | Vacansoleil-DCM              | +1'08"    |
| 27        | Thomas Degand       | Accent-Wanty                 | +1'20"    |

| Plaats      | Naam              | Ploeg            | Punten |
| ----------- | ----------------- | ---------------- | ------ |
| Groene trui | Théo Vimpère      | Auber 93         | 8      |
| 2           | Christophe Riblon | AG2R-La Mondiale | 6      |
| 3           | Pim Ligthart      | Vacansoleil-DCM  | 5      |
|             |                   |                  |        |
| 4           | Frans Claes       | Crelan-Euphony   | 4      |

| Plaats        | Naam               | Ploeg                        | Punten |
| ------------- | ------------------ | ---------------------------- | ------ |
| Bolletjestrui | Frédéric Brun      | AG2R-La Mondiale             | 20     |
| 2             | Théo Vimpère       | Auber 93                     | 11     |
| 3             | Thomas Rostollan   | Vélo-Club La Pomme Marseille | 8      |
|               |                    |                              |        |
| 10            | Maurits Lammertink | Vacansoleil-DCM              | 4      |
| 11            | Stijn Steels       | Crelan-Euphony               | 4      |

| Plaats     | Naam               | Ploeg           | Tijd      |
| ---------- | ------------------ | --------------- | --------- |
| Witte trui | Anthony Delaplace  | Sojasun         | 18u07'33" |
| 2          | Théo Vimpère       | Auber 93        | +32"      |
| 3          | Maurits Lammertink | Vacansoleil-DCM | +33"      |
|            |                    |                 |           |
| 6          | Stijn Steels       | Crelan-Euphony  | +40"      |

| Plaats | Ploeg                        | Tijd      |
| ------ | ---------------------------- | --------- |
| 1      | Bretagne-Séché Environnement | 54u23'26" |
| 2      | IAM Cycling                  | +3"       |
| 3      | Vacansoleil-DCM              | +6"       |

1975 · 1976 · 1977 · 1978 · 1979 · 1980 · 1981 · 1982 · 1983 · 1984 · 1985 · 1986 · 1987 · 1988 · 1989 · 1990 · 1991 · 1992 ·1993 · 1994 · 1995 · 1996 · 1997 · 1998 · 1999 · 2000 · 2001 · 2002 · 2003 · 2004 · 2005 · 2006 · 2007 · 2008 · 2009 · 2010 · 2011 · 2012 · 2013 · 2014 · 2015 · 2016 · 2017 · 2018 · 2019 · 2020
Etappewedstrijden

 Ster van Bessèges · 
 Ronde van de Middellandse Zee · 
 Ruta del Sol · 
 Ronde van de Algarve · 
 Ronde van de Haut-Var · 
 Driedaagse van West-Vlaanderen · 
 Internationale Wielerweek · 
 Internationaal Wegcriterium · 
 Driedaagse van De Panne-Koksijde · 
 Ronde van de Sarthe · 
 Ronde van Trentino · 
 Ronde van Turkije · 
 Ronde van Asturië · 
 Vierdaagse van Duinkerke · 
 Ronde van Azerbeidzjan · 
 Szlakiem Grodòw Piastowskich · 
 Ronde van Castilië en León · 
 Ronde van Picardië · 
 Ronde van Noorwegen · 
 World Ports Classic · 
 Ronde van Beieren · 
 Ronde van België · 
 Tour des Fjords · 
 Ronde van Estland · 
 Ronde van Luxemburg · 
 Boucles de la Mayenne · 
 Ster ZLM Toer · 
 Ronde van Slovenië · 
 Route du Sud · 
 Ronde van Oostenrijk · 
 Sibiu Cycling Tour · 
 Ronde van Wallonië · 
 Ronde van Portugal · 
 Ronde van Denemarken · 
 Ronde van de Ain · 
 Ronde van Burgos · 
 Arctic Race of Norway · 
 Ronde van de Limousin · 
 Ronde van Poitou-Charentes · 
 Wielerweek van Lombardije · 
 Ronde van Groot-Brittannië · 
 Ronde van Gévaudan Languedoc-Roussillon · 
 Eurométropole Tour
Eendaagse wedstrijden

 GP La Marseillaise · 
 Grote Prijs van de Etruskische Kust · 
 Trofeo Palma · 
 Trofeo Ses Salines · 
 Trofeo Serra de Tramuntana · 
 Trofeo Platja de Muro · 
 Trofeo Laigueglia · 
 Ronde van Murcia · 
 Omloop Het Nieuwsblad · 
 Classic Sud Ardèche · 
 GP Lugano · 
 Clásica de Almería · 
 Kuurne-Brussel-Kuurne · 
 La Drôme Classic · 
 Le Samyn · 
 GP Città di Camaiore · 
 Strade Bianche · 
 Roma Maxima · 
 Ronde van Drenthe · 
 Dwars door Drenthe · 
 Nokere Koerse · 
 GP Nobili Rubinetterie · 
 Handzame Classic · 
 Classic Loire-Atlantique · 
 Grote Prijs van Cholet-Pays de Loire · 
 Dwars door Vlaanderen · 
 Route Adélie de Vitré · 
 Volta Limburg Classic · 
 Grote Prijs Miguel Indurain · 
 Ronde van La Rioja · 
 Scheldeprijs · 
 GP Pino Cerami · 
 Klasika Primavera · 
 Parijs-Camembert · 
 Brabantse Pijl · 
 GP Denain · 
 Ronde van de Finistère · 
 Tro Bro Léon · 
 Ronde van Keulen · 
 La Roue Tourangelle · 
 Rund um den Finanzplatz Eschborn-Frankfurt · 
 Ronde van de Somme · 
 ProRace Berlin · 
 Grote Prijs van Plumelec · 
 Boucles de l'Aulne · 
 Ronde van Zeeland Seaports · 
 Trofeo Melinda · 
 GP Kanton Aargau · 
 Ronde van Limburg · 
 Ronde van de Apennijnen · 
 Halle-Ingooigem · 
 Trofeo Matteotti · 
 Prueba Villafranca de Ordizia · 
 GP Industria & Artigianato-Larciano · 
 Ronde van Toscane · 
 Circuito de Getxo · 
 Polynormande · 
 RideLondon Classic · 
 GP Stad Zottegem · 
 Dutch Food Valley Classic · 
 Châteauroux Classic de l'Indre · 
 Druivenkoers Overijse · 
 Ronde van Veneto · 
 Schaal Sels · 
 Memorial Rik Van Steenbergen · 
 Brussels Cycling Classic · 
 GP Fourmies · 
 Ronde van de Doubs · 
 GP Jef Scherens · 
 Coppa Bernocchi · 
 Coppa Agostoni · 
 GP van Wallonië · 
 Ronde van de Drie Valleien · 
 Kampioenschap van Vlaanderen · 
 Memorial Marco Pantani · 
 Grote Prijs Impanis-Van Petegem · 
 GP van Isbergues · 
 GP Industria & Commercio di Prato · 
 Omloop van het Houtland · 
 Duo Normand · 
 Milaan-Turijn · 
 Ronde van Piëmont · 
 Ronde van het Münsterland · 
 Pro Cycling Marathon · 
 Ronde van de Vendée · 
 Memorial Frank Vandenbroucke · 
 Coppa Sabatini · 
 Parijs-Bourges · 
 Ronde van Emilia · 
 GP Beghelli · 
 Parijs-Tours · 
 Nationale Sluitingsprijs · 
 Ronde van Romagna · 
 Chrono des Nations